# Кавасаки, Кёдзи
Кёдзи Кавасаки (яп. 川崎 恭治, англ. Kyōji Kawasaki; 4 августа 1930, Оцу — 12 ноября 2021, Фукуока) — японский физик, известный своими работами по статистической физике.

## Биография
Родился в префектуре Сига. Учился в Университете Кюсю, в котором получил степени бакалавра и магистра. В 1959 году получил докторскую степень в области физики, защитив диссертацию в Дьюкском университете, где оказался под влиянием Уильяма Фэрбенка. В последующие годы сменил ряд позиций в США (Массачусетский технологический институт и Университет Темпл) и Японии (Нагойский университет, Университет Кюсю и Киотский университет). В 1976-1994 годах занимал должность профессора Университета Кюсю. После выхода на пенсию продолжал преподавать в Университете Тубу и Технологическом институте Фукуоки.
Научные работы посвящены в основном статистической физике, в особенности исследованию динамики различных систем. В 1966 году предложил модель динамики системы спинов с обменным взаимодействием, в которой сохраняется параметр порядка; эта модель получила широкую известность и использовалась во множестве исследований. В конце 1960-х годов создал общую теорию связи мод в системах вблизи критической точки. Применил свою теорию к анализу динамики околокритических жидкостей, что впоследствии было проверено в экспериментах по рассеянию света и затуханию звука в жидкостях. В середине 1970-х годов обобщил свою теорию на случай любого количества пространственных измерений и установил её связь с теорией ренормгруппы. В последние годы применял её к проблеме стеклования. С конца 1970-х годов занимался вопросом упорядочивания фаз, связанного с фазовыми переходами, в том числе применил свой подход к рассмотрению сдвигового течения жидкости. Много внимания уделял исследованию транспортных свойств статистических систем: провёл разложение транспортных коэффициентов по плотности (1965), оценил аномальную часть этих коэффициентов, разработал теорию нелинейных транспортных коэффициентов (1973). Изучал проблему перехода между равновесной и неравновесной динамикой, теорию роста со случайной границей раздела фаз, динамику дефектов и вихрей, многокомпонентных мембран и везикул, жидкокристаллических эластомеров, мезоскопических фаз полимерных систем.

## Награды и отличия
- Мемориальная премия Нисины[англ.] (1972)
- Премия Гумбольдта (1992)
- Toray Science and Technology Prize (2000)
- Медаль Больцмана (2001)

## Избранные публикации
- Kawasaki K. Diffusion constants near the critical point for time-dependent Ising models. I // Physical Review. — 1966. — Vol. 145. — P. 224-230. — doi:10.1103/PhysRev.145.224.
- Kawasaki K. Correlation-function approach to the transport coefficients near the critical point. I // Physical Review. — 1966. — Vol. 150. — P. 291-306. — doi:10.1103/PhysRev.150.291.
- Kawasaki K. Kinetic equations and time correlation functions of critical fluctuations // Annals of Physics. — 1970. — Vol. 61. — P. 1-56. — doi:10.1016/0003-4916(70)90375-1.
- Kawasaki K. Sound attenuation and dispersion near the liquid-gas critical point // Physical Review A. — 1970. — Vol. 1. — P. 1750-1757. — doi:10.1103/PhysRevA.1.1750.
- Kawasaki K., Gunton J.D. Theory of nonlinear transport processes: Nonlinear shear viscosity and normal stress effects // Physical Review A. — 1973. — Vol. 8. — P. 2048-2064. — doi:10.1103/PhysRevA.8.2048.
- Kawasaki K., Yalabik M.C., Gunton J.D. Growth of fluctuations in quenched time-dependent Ginzburg-Landau model systems // Physical Review A. — 1978. — Vol. 17. — P. 455-470. — doi:10.1103/PhysRevA.17.455.
- Onuki A., Kawasaki K. Nonequilibrium steady state of critical fluids under shear flow: A renormalization group approach // Annals of Physics. — 1979. — Vol. 121. — P. 456-528. — doi:10.1016/0003-4916(79)90105-2.
- Ohta T., Jasnow D., Kawasaki K. Universal scaling in the motion of random interfaces // Physical Review Letters. — 1982. — Vol. 49. — P. 1223-1226. — doi:10.1103/PhysRevLett.49.1223.
- Ohta T., Kawasaki K. Equilibrium Morphology of Block Copolymer Melts // Macromolecules. — 1986. — Vol. 19. — P. 2621-2632. — doi:10.1021/ma00164a028.